# Three Kings
Three Kings è un film del 1999 diretto da David O. Russell, ambientato durante la guerra del Golfo.

## Trama
La trama ruota intorno ad un gruppo di quattro soldati americani guidati dal maggiore delle Forze Speciali Archie Gates che, a guerra finita, tentano di rubare una partita di lingotti d'oro provenienti dal Kuwait e custoditi nei bunker iracheni. Trovati i lingotti, i 4 stanno per fare ritorno alla base americana quando sopraggiunge un plotone dell'esercito di Saddam Hussein il quale si appresta a giustiziare i ribelli iracheni che George Bush aveva incitato a ribellarsi a Saddam, senza poi supportarli militarmente. Inorridito, il maggiore interviene in loro favore violando l'armistizio e gli iracheni rispondono prima distruggendo il camion su cui erano stati caricati i lingotti e poi utilizzando i gas, che costringono gli americani a fuggire nelle catacombe del bunker, tranne Troy Barlow che viene preso in ostaggio mentre cerca di salvare dei bambini che scappano su un campo minato. Archie vorrebbe tornare senza di lui, ritenendolo morto, ma Conrad, suo migliore amico, si oppone fortemente, convincendo i compagni ad intraprendere la ricerca; inoltre, commossi dal discorso di Amir, un prigioniero da loro liberato, decidono di scortare i ribelli in Iran, al sicuro oltre la giurisdizione di Saddam. Nel viaggio si imbattono in un gruppo di miliziani male armati ed equipaggiati, disertori dell'esercito di Hussein, che si offrono di aiutare gli americani, i quali riescono a liberare Troy, ma dopo una rocambolesca battaglia contro i soldati che lo tenevano prigioniero, Conrad viene colpito alle spalle e muore. Giunti al confine iraniano, i soldati vengono raggiunti dal resto dell'esercito americano, che li arresta per diserzione, così Archie ammette di aver ritrovato l'oro consentendo almeno ai ribelli di passare il confine. Tornati in patria i 3 vengono onorati grazie al reportage della giornalista Adriana Cruz che li ha accompagnati nella loro impresa.

## Produzione

### Riprese
Three Kings è stato girato dal 12 novembre 1998 al 15 febbraio 1999 in California, Arizona e in Messico nel deserto del Mojave e nel deserto di Sonora e a Los Angeles.